# Klubi Futbollistik Trepça'89
El KF Trepça'89 es un equipo de fútbol de Kosovo que juega en la Liga e Parë, la segunda división de fútbol en el país.

## Historia
Fue fundado en el año 1945 en la ciudad de Mitrovica con el nombre Rudar Mitrovica y formó parte de la Superliga de Kosovo cuando el territorio era solo una región de la antigua Yugoslavia.
En 1989 el club es refundado con el nombre Mitrovica'89 en homenaje a la huelga de los mineros de Kosovo en 1989, y fue uno de los equipos fundadores de la Superliga de Kosovo como país independiente en 1999. En la temporada 2000/01 el club cambia su nombre por el actual y en la temporada 2011/12 gana su primer título importante al vencer al KF Ferizaj 3-0 en la final de la Copa de Kosovo.
En la temporada 2017/18 se convirtió en el primer equipo de Kosovo en participar en la UEFA Champions League, donde fue eliminado en la primera ronda clasificatoria por el Víkingur Gota de Islas Feroe.

## Palmarés
- Superliga de Kosovo: 1

2016/17
- Copa de Kosovo: 1

2011/12
- Liga e Parë: 1

2009/10

## Participación en competiciones de la UEFA
| Temporada | Torneo                | Ronda             | Club          | Casa | Visita | Global |
| --------- | --------------------- | ----------------- | ------------- | ---- | ------ | ------ |
| 2017/18   | UEFA Champions League | 1ª Clasificatoria | Víkingur Gota | 1-4  | 1-2    | 2-6    |

## Jugadores

### Jugadores destacados
- Bujar Idrizi
- Mërgim Pefqeli
- Blerand Kurtishaj
- Fiton Hajdari
- Bledar Hajdini